# Sumesa
Sumesa es una cadena de supermercados mexicana, fundada en el año de 1946, abrió su primera sucursal en la Ciudad de México, en la Colonia Del Valle, fue hasta en 1981 que es totalmente adquirida por la cadena de supermercados Comercial Mexicana, actualmente conocida como La Comer.

## Historia
La historia de Sumesa surge en el año de 1946 donde inaugura su primera sucursal ubicada en la Colonia Del Valle, en Ciudad de México.
La fecha del 9 de marzo de 1945 se aperturan las oficinas principales de Sumesa, ubicadas en la zona de Vallejo, en la Ciudad de México, mediante un decreto emitido por el entonces presidente de México Manuel Ávila Camacho.
Originalmente surge debido al ingreso de las tiendas de autoservicio en México, en un estilo de tienda del que sólo se manejaba en los Estados Unidos, y el cual el fundador de esta cadena Jaime Garza incursionó en el país mediante este concepto, bajo el nombre de "Supermercados S. A.", que posteriormente sólo sería llamada como Sumesa.
Se convirtió en la primera cadena de supermercados en Ciudad de México, ya que tiempo después llegaría la cadena de supermercados Aurrerá, en 1968, en la calle de Simón Bolívar, de parte de Jerónimo Arango.
Se fusionó con la Central de Mercados (Cemerca), la cual esta ya contaba también con la tienda de autoservicio Superama (Hoy Walmart Express). Por lo que años posteriores aperturaría un total de 40 tiendas Sumesa, tanto en Estado de México como en Ciudad de México y alrededores, hasta que debido a una mala administración mantuvo una crisis financiera y tuvieron que cerrar más de 20 ubicaciones, quedando abandonadas alrededor de la década de los años 70.
Durante 1981 es adquirida por la cadena de supermercados Comercial Mexicana, mediante Controladora Comercial Mexicana, donde su competencia directa era Superama de Grupo Cifra, además de un cambio de imagen en la marca Sumesa, así como un modelo distinto de tienda.
En 1999, cinco sucursales en Ciudad de México, con ubicaciones en Av. Insurgentes Sur, Taxqueña, Tlalpan, Narvarte y Calzada de Guadalupe son transformadas en Restaurantes California y sólo es demolida la sucursal de Av. Insurgentes Sur.
Después de esa época Comercial Mexicana no inauguró ninguna sucursal de la marca en demás estados de la república mexicana, más que en Morelos, por lo que en 2006 contaba con sólo 21 sucursales en las entidades de Ciudad de México y Estado de México, después se quedaría con 15 sucursales fijas, a excepción de la sucursal de Lomas de Chapultepec en Ciudad de México, la cual se convirtió en una tienda premium City Market.
Debido a la conversión de esta tienda, surge la idea de convertir las 12 ubicaciones de Sumesa en los formatos City Market y Fresko, últimos de la creación de la cadena Comercial Mexicana y los cuáles estaban en su proceso de expansión debido al crecimiento económico y poblacional, también a que estas dos generaban más ingresos.
En 2015 cambian de imagen todas las sucursales y una tienda Alprecio Comercial Mexicana, ubicada en colonia Marte fue reconvertida a Sumesa.
El día 5 de enero de 2016 las tiendas pasarían a formar parte del creado Grupo La Comer junto a los demás formatos Fresko y City Marketde la adquirida Comercial Mexicana, pasando a formar parte de la empresa La Comer.En 2021 la campaña de publicidad "Miércoles de Plaza" es agregada en estas tiendas.
En el año 2022 incursiona en el servicio de entrega a domicilio a través de sus sucursales mediante la página de internet de La Comer.
En el mes de febrero de 2024 se plantea la futura expansión de las tiendas Sumesa, luego de que a pesar de que este formato de tienda no cuenta con un proceso de expansión en el país.
Actualmente permanecen 13 tiendas activas en el Valle de México y Cuernavaca.

## Estilo de tienda
Sus zonas de ventas van de 300 a 1,000 metros cuadrados, consiste principalmente en un estilo de minisupermercado donde ofrece abarrotes, artículos de limpieza, vinos y licores, así también como salchichonería y frutas y verduras, va dirigido a la clase media-baja, ubicado en zonas aglomeradas, aunque sólo en la Ciudad de México mayoritariamente.

### Competidores
Compite en el mercado con formatos como Soriana Súper de Tiendas Soriana, Walmart Express (anteriormente Superama) de Walmart de México y Centroamérica, y Supercito Selecto Chedraui de Chedraui.

### Creación de Alprecio
En el año 2006 surge el estilo de tienda Alprecio, derivado de los formatos de Bodega Comercial Mexicana y Sumesa, algunas de estas sucursales eran del mismo tamaño que esta última mencionada y de un aspecto similar, sólo que estas eran ubicadas en zonas de menor tamaño poblacional.

## Supuesta desaparición en el mercado
A finales de 2016 y comienzos del año 2017 surge la idea de parte de Grupo La Comer desaparecer las ubicaciones de esta marca para convertirlas en sucursales de Fresko y City Market, debido a que supuestamente el grupo comercial sólo quería conservar los formatos Fresko, La Comer y City Market para mantener sólo el formato tipo selecto, debido a que también estas dos últimas tiendas generaban mayores ingresos económicos a diferencia que las tiendas Sumesa.
Esta idea no se concretó debido a que la mayoría de sus sucursales no cuentan con estacionamiento y zona de área de carga y descarga para el almacén de los productos de las sucursales, por lo que no se realizó, lo que hizo la empresa fue mejorar el servicio y calidad de productos de la marca Sumesa.

## Polémicas
Durante mediados del año 2018 la cadena de supermercados Sumesa se vio envuelta en una polémica, donde un usuario en redes sociales publicó que en la sucursal Sumesa Del Valle los empacadores pagaban por las bolsas utilizadas para empacar los productos de la clientela, así como lavar los baños de la tienda y otras acciones que no les mantenía realizar.
A dos años después de este dicho suceso, en el año 2020 durante la pandemia de COVID-19 en México, Grupo La Comer manda a suspender de manera aleatoria a sus empacadores de la tercera edad, debido al riesgo de contagios de COVID-19, y sólo en un año después regresarían paulatinamente.

## En la cultura popular
En la película "Esposa te doy" aparece el supermercado Sumesa durante una de las escenas en donde la protagonista encarnada por la actriz Emma Roldán va de compras, filmada en el año de 1957.
También aparece en la película mexicana "Romance sobre ruedas" del año 1969, protagonizada por los actores César Costa y Ana Martín en donde aparece el estacionamiento de la anterior tienda ubicada sobre la alcaldía Coyoacán, que posteriormente se convirtió en una tienda Comercial Mexicana.
Es mencionada en el libro de la escritora Guadalupe Loaeza, "Las Reinas de Polanco" en donde la autora del libro menciona a la tienda de autoservicio como protagonista de uno de sus capítulos de este editorial, lanzado al mercado en el año 1988 en México.
Es mencionada por el músico y cantante de rock urbano Rodrigo González, más conocido como Rockdrigo, en la canción ¿Qué hacer? de su álbum póstumo No estoy loco de 1992.